# Christian Kudsk
Christian Kudsk Mortensen (født 9. januar 1998) er en dansk fodboldspiller, der spiller for den danske 2. divisions klub Skive IK.
Kudsk er en venstrebenet kantspiller, der kan benyttes i begge sider af banen. 
Christian Kudskhar á to omgange underskrevet kontrakter med VB. Den seneste signatur satte han i september 2015, da han forlængede aftalen med klubben frem til sommeren 2018 – og dermed et år ind i tiden som seniorspiller.

## Karriere

### Ungdom
Kudsk begyndte at spille fodbold i FC Midtjylland-samarbejdsklubben Sunds IF og via Ikast FS kom han til FC Midtjylland. Her spillede han til og med tiden som U15-spiller, indtil han skiftede til Vejle Boldklub i sommeren 2013. Den unge offensivspiller spillede sig straks på VB’s U17-Ligahold, hvor han i de kommende to sæsoner var en profileret spiller.

### Vejle Boldklub
Allerede som U17-Ligaspiller i Vejle Boldklub kom Christian Kudsk ind omkring klubbens 1. divisionshold. I februar 2015 spillede han de sidste 30 minutter af en træningskamp mod Brabrand IF. Cheftræner Klebér Saarenpää gav debut til Kudsk i forårsturneringens sidste kamp mod Brønshøj på Vejle Stadion den 6. juni. Kudsk, der var bare 17 år, 4 måneder og 28 dage, kom på banen for Jacob ”Taz” Sørensen i det 71. minut og leverede et optimistisk indhop med godt udfordrende spil i sejren på 2-0.
I den efterfølgende halvsæson blev det til startpladser i pokalkampene mod Middelfart og Hobro IK, mens han fik et par indhop i 1. division. Den første startplads i 1. division gav en anden svensk cheftræner i Nørreskoven, Andreas Alm, den lille kantspiller, da Vejle Boldklub den 28. juli 2016 spillede 0-0 mod FC Roskilde i Nørreskoven. Kudsk havde scoret sit første mål for VB den 16. maj 2016, da han med ti minutter igen scorede sejrsmålet til 2-1 på udebane mod Næstved.
Christian Kudsk spillede i løbet af efteråret 2016 11 kampe for VB 1. division. Syv af kampene var fra start. Han scorede tre mål – alle mod Nykøbing FC. To af dem i udekampen på Sydhavsøerne den 1. december, hvor Kudsk trods et kort indhop på 25 minutter scorede to hurtige mål til 2-3 og 3-3 i det sene nederlag på 3-4.
Han blev rykket permanent op i Vejle Boldklubs A-trup den 1. januar 2017.

## International karriere
Kudsk debuterede på ungdomslandsholdet, da han den 10. oktober 2013 begyndte på banen i Nykøbing Falster Idrætspark mod Østrig for det danske U/16-landshold. Senere spillede han på U/17-, U/18-, og U/19-landsholdet og stod med udgangen af 2016 noteret for 18 ungdomslandskampe og 4 mål. Især på U/19-landsholdet blev han en vigtig spiller i efteråret 2016, da danskerne forsøgte at spille sig videre i EM-kvalifikationen.